# Meleni, Korosten
Meleni (în ucraineană Мелені) este localitatea de reședință a comunei Meleni din raionul Korosten, regiunea Jîtomîr, Ucraina.

## Demografie
Componența lingvistică a localității Meleni
     Ucraineană (97,74%)
     Rusă (1,77%)
     Alte limbi (0,49%)
Conform recensământului din 2001, majoritatea populației localității Meleni era vorbitoare de ucraineană (97,74%), existând în minoritate și vorbitori de rusă (1,77%).